# Ellisolandia elongata
La corallina comune (Ellisolandia elongata (J. Ellis & Solander) K.R.Hind & G.W.Saunders, 2013) è un'alga rossa calcarea della famiglia delle Corallinaceae.

## Descrizione
È un'alga rossa di consistenza calcarea, ramificata ed eretta, che può raggiungere i 10–12 cm di altezza. La colorazione è generalmente rosata. Il tallo aderisce al substrato roccioso mediante  una crosta adesiva discoidale.

## Distribuzione e habitat
È presente nel mar Mediterraneo, nel mar Nero e nell'Atlantico nord-orientale (dalla Gran Bretagna alla Mauritania).
Popola i fondali rocciosi sino ad una profondità di 5–6 m.